# Ceasul Apocalipsei

Ceasul Apocalipsei este în prezent la două minute și jumătate înainte de miezul nopții.

Ceasul Apocalipsei este o interfață sub forma unui ceas simbolic, administrată de Consiliul de Directori al Buletinului Oamenilor de Știință din Domeniul Atomic de la Universitatea Chicago, care arată câte minute despart omenirea de o catastrofă de proporții globale, care ar duce la anihilarea ei, moment simbolizat prin miezul nopții. Ceasul a fost setat prima dată în anul 1947 și de atunci a fost resetat de 19 ori, în funcție de evenimentele care au avut loc pe mapamond și de probabilitatea declanșării unui război nuclear.
Ceasul Apocalipsei a debutat ca o inițiativă a oamenilor de știință implicați în Proiectul Manhattan de a face publicul să conștientizeze amenințarea armelor nucleare și de a face presiuni asupra guvernelor pentru a descuraja construirea acestui tip de arme. Ceasul apare pe coperta fiecărui număr al Buletinului Oamenilor de Știință din Domeniul Atomic, începând cu iunie 1947, când coperta a fost proiectată de artista grafică Martyl Langsdorf, soția lui Alexander Langsdorf, Jr, cercetător asociat la proiectul Manhattan.
Deciziile de a seta Ceasul înainte sau înapoi sunt luate în urma ședințelor Consiliului de Directori al Buletinului Oamenilor de Știință din Domeniul Atomic, format din cercetători și oameni de știință, 19 dintre aceștia fiind laureați ai Premiului Nobel. Ceasul a indicat cel mai scurt timp până la miezul nopții (89 de secunde) în anul 2025. În 1991, Ceasul a indicat cea mai lungă durată până la miezul nopții, 17 minute, datorită încheierii Războiului Rece, căderii Uniunii Sovietice și semnării Tratatului de Reducere Strategică a Armamentului de către SUA și Rusia. Inițial, Ceasul era un indicator al pericolului nuclear, însă evenimentele de după anul 2000 au determinat Consiliul să ia în calcul atât încălzirea globală și deteriorarea mediul înconjurător, cât și amenințarea armelor biologice.
La data de 22 ianuarie 2015, Ceasul a fost mutat la trei minute până la miezul nopții (23:57). Ceasul a rămas setat la același minut în 2016.

## Istoria modificărilor Ceasului Apocalipsei

Evoluția indicațiilor Ceasului Apocalipsei în perioada 1947-2017.
Valorile mici reprezintă o probabilitate ridicată de izbucnire a unei catastrofe tehnologice

| An   | Oră        | Minute rămase | Schimbare | Motiv |
| ---- | ---------- | ------------- | --------- | --- |
| 1947 | 11:53pm    | 7             | —         | Setarea inițială a Ceasului Apocalipsei |
| 1949 | 11:57pm    | 3             | −4        | URSS testează primele ei arme nucleare. |
| 1953 | 11:58pm    | 2             | −1        | Statele Unite ale Americii și Uniunea Sovietică testează dispozitive termonucleare. |
| 1960 | 11:53pm    | 7             | +5        | Cooperarea dintre oamenii de știință americani și cei sovietici devine mai puternică, iar opinia publică începe să perceapă pericolele armelor nucleare |
| 1963 | 11:48pm    | 12            | +5        | SUA și URSS limitează testarea atmosferică a armelor nucleare. |
| 1968 | 11:53pm    | 7             | −5        | Franța și China obțin și testează arme nucleare 1960 (Gerboise Bleue ) și 1964 (test nuclear 596 ). |
| 1969 | 11:50pm    | 10            | +3        | Senatul american introduce Tratatul de Neproliferare Nucleară. |
| 1972 | 11:48pm    | 12            | +2        | SUA și Uniunea Sovietică semnează Tratatul de Limitare Strategică a Armelor și Tratatul Rachetelor Antibalistice. |
| 1974 | 11:51pm    | 9             | −3        | India testează un dispozitiv nuclear (Smiling Buddha) |
| 1980 | 11:53pm    | 7             | −2        | Discuțiile SUA-URSS stagnează, se observă o creștere a numărului atacurilor teroriste |
| 1981 | 11:56pm    | 4             | −3        | Conflictele din Afghanistan, Africa de Sud, și Polonia creează imaginea unei lumi tensionate |
| 1984 | 11:57pm    | 3             | −1        | Cursa armelor dintre SUA și URSS devine mai tensionată |
| 1988 | 11:54pm    | 6             | +3        | SUA și Uniunea Sovietică semnează tratate de eliminare a forțelor nucleare de rază medie, iar relațiile dintre cele două puteri se ameliorează puțin. |
| 1990 | 11:50pm    | 10            | +4        | căderea Zidului Berlinului și a Cortinei de Fier |
| 1991 | 11:43pm    | 17            | +7        | SUA și Rusia semnează Tratatul de Reducere Strategică a Armelor II. |
| 1995 | 11:46pm    | 14            | −3        | Cheltuielile militare se mențin la nivelul din timpul Războiului Rece. Există suspiciuni legate de existența armelor nucleare post-sovietice. |
| 1998 | 11:51pm    | 9             | −5        | India (Pokhran-II) și Pakistan (Chagai-I) testează arme nucleare. |
| 2002 | 11:53pm    | 7             | −2        | Progresele în ceea ce privește dezarmarea nucleară la nivel global nu sunt impresionante; SUA își anunță intenția de a renunța la Tratatul Rachetelor Antibalistice; cresc grijile referitoare la un posibil atac terorist nuclear ca urmare a lipsei inventarierii focoaselor nucleare din lume. |
| 2007 | 11:55pm    | 5             | −2        | Coreea de Nord testează arme nucleare, încrederea SUA în utilitatea militară a armelor nucleare, și existența a aproximativ 26 000 focoase nucleare în SUA și Rusia. |
| 2010 | 11:54pm    | 6             | +1        | Eșecul pentru reducerea arsenalului nuclear și limitarea efectelor modificărilor climatice după summitul compromis de la Copenhaga. |
| 2012 | 11:55pm    | 5             | -1        | Demersurile insuficiente făcute de liderii mondiali pentru reducerea armamentului nuclear și a schimbărilor climatice. |
| 2015 | 11:57pm    | 3             | -2        | Lipsa continuă de acțiuni la nivel mondial pentru redresarea schimbărilor climaterice, reducerea armamentului nuclear, precum și agravarea tensiunilor dintre Statele Unite și Rusia asupra crizei din Ucraina. |
| 2017 | 11:57:30pm | 21⁄2          | -1⁄2      | Creșterea naționalismului, comentariile președintelui Statele Unite ale Americii, Donald Trump, asupra armelor nucleare, amenințarea cu o cursă a înarmărilor reînnoită între SUA și Rusia și neîncrederea în consensul științific asupra schimbărilor climatice de către administrația Trump. (Aceasta este prima utilizare a unei fracțiuni din timp, și a doua minimă apropiere a ceasului de miezul nopții, după cea din 1953.) |

## Referiri la Ceasul Apocalipsei în cultura pop

### Romane grafice
- Watchmen, de Alan Moore - ceasul apare în repetate rânduri, mai întâi indicând 10 minute până la miezul nopții, apoi descrește treptat până la momentul final, 00:00.

### Muzică
- Iron Maiden melodia 2 Minutes to Midnight
- The Smashing Pumpkins melodia Doomsday Clock .
- Linkin Park : și-au numit unul dintre albume Minutes to Midnight. Videoclipul piesei de pe album Shadow of the Day face referire la Ceasul *Apocalipsei printr-un ceas care apare la început, indicând ora 11:55
- Blondie melodia 11:59
- The Clash: melodia The Call Up  conține versul  "55 minutes past eleven.
- Billy Talent: melodia Turn Your Back  conține versul "When the clock strikes twelve, tell me where ya gonna be?" , iar cântecul are ca temă dezastrele care au loc în lume.
- Madonna: melodia 4 Minutes (To Save the World)

### Film
- Ceasul Apocalipsei apare în filmul lui Stanley Kubrick, Dr. Strangelove. How I learned to stop worrying and love the bomb.

### Seriale TV
- Dr. Who: una dintre miniseriile s.f.-ului britanic se numește Four to Doomsday. Episoadele au fost difuzate prima dată în Ianuarie 1982, când Ceasul indica 11:56.
- Heroes: Episodul 8 al primului sezon se numește Seven to Midnight. Intriga episodului constă  în amenințarea detonării unei bombe nucleare în New York. Episodul a fost difuzat inițial în 2006, când ceasul indica 11:53.
- Lost: în ultimele sezoane este dezvăluit faptul că șirul de numere 4 8 15 16 23 42, care apare în repetate rânduri în serial, este de fapt o component a unui Ceas al Apocalipsei foarte precis.
- Supernatural: în sezonul 5, a doua parte a episodului final poartă titlul Two Minutes to Midnight.[14]

## Vezi și
- Apocalipticism
- Escatologie
- Distrugere reciprocă asigurată
- Rezerva mondială de semințe din Svalbard
- The Bomb (film)